# Dicranota (Rhaphidolabis) mesasiatica
Dicranota (Rhaphidolabis) mesasiatica is een tweevleugelige uit de familie Pediciidae. De soort komt voor in het Palearctisch gebied.